# Stanislav Večeřa
Stanislav Večeřa (1953 Kopřivnice – 15. února 1996 věznice Mírov) byl český sexuální deviant a vrah, který v červenci 1995 zabil 8letou dívku.
Již roku 1981 byl odsouzen na šest a půl roku vězení za pohlavní zneužívání dívky. Po propuštění se zabydlel v Kopřivnici, kde se také narodil. V roce 1992 byl projednáván městským úřadem pro přestupek, když strhl z jízdního kola osmiletou dívku.
Dne 28. července 1995 projížděla osmiletá Veronika Batrlová na kole přes Ženklavský les. Tam na ni čekal Večeřa. Srazil ji z kola, začal ji osahávat a líbat. Dívka se bránila, proto ji Večeřa uhodil paličkou na maso. Poté ji začal škrtit a nakonec ji pětkrát bodl nožem. Poté odešel k sobě domů.
Našlo se však několik svědků, kteří Večeřu identifikovali. Následujícího dne byl Večeřa zadržen ve svém bytě, kde se schovával a odmítal policii otevřít. V průběhu večera se k vraždě Veroniky doznal.
Soud začal v lednu 1996. Večeřa nebyl podle psychologů pedofil. Útočil na malé dívky, protože na dospělé ženy si netroufl. Přiznal se ke všemu a na závěr prosil o trest smrti, ačkoliv český trestní zákoník neumožňuje takový trest udělit. Jeho žádosti nebylo vyhověno, a tak byl 25. ledna 1996 odsouzen na doživotí. Práva na odvolání se vzdal.
O několik dní později, 15. února 1996, se oběsil ve své cele na Mírově.